# 鍋割坂
鍋割坂（なべわりざか）は、東京都千代田区九段二丁目と三番丁の境界付近に所在する坂である。

## 地形
内堀通りから千鳥ヶ淵緑道に降りる小坂で、坂の北側はフェアモントホテル、坂下東のほうには千鳥ヶ淵戦没者墓苑がある。

## 名前の由来
鍋割坂のある山は土鍋を返したような形となっており、その山を割るような形の坂であることからその名がついた。

## 沿革
1693年（元禄6年）に、濠端一番町に起始し、ここから西に向かいこのまま一番町を直進。西方の市ヶ谷方面に3本に道が伸びている。これらは古い時代からの道であると考えられる。
1702年（元禄15年）ごろ、幕府は一番町内に新たに南北に通る新道一番丁を開いた。そのとき、この古い3本に道の中央の1本だけは新道一番丁と直角に交差する地点において立たれその先（西方部分）には新しく造成された。西側の旗本屋敷地に吸収されてしまった。つまり、中央の道が立たれたときに、残されたその東部分がそれを改造した道が、鍋割坂と考えられる。ただし、この元禄時代の鍋割坂は今日のそのままではなく昭和初期に西の登り部分を約17名失い元の形ではなくなった。したがって、現在の鍋割坂の全体の形状から、誰でもがすぐに「鍋を縦に割った断面」を連想するという訳にはいかなくなっているのではないかと思われる。
かつては新道一番丁の方から町長までの約27 m（今では10 m弱）の長さを上り、濠に向かって急に下った。このように登り部分は現在より約17 m長かった。その様子は、平たい土鍋を地面に伏せてそれを中央で縦に2つに断ち割ったようであった。その断面を連想させたことがこの名称がつけられた由縁とされている。。
1873年（明治6年）の『東京府資料』（巻之四十第三区小区志）によると「堀端ヨリ元新道一番ノ通りへ上る坂ナリ 長六十間 幅二間三尺」と記されている。
1930年（昭和5年）ごろ、元新道一番丁は関東大震災復興工事計画に沿って拡幅された。